# أندريه كوين
أندريه كوين (بالفرنسية: André Coyne)‏ هو مهندس فرنسي، ولد في 10 فبراير 1891 في باريس في فرنسا، وتوفي في 21 يوليو 1960 في نويي-سور-سين في فرنسا.